# Trigonocidaris versicolor
Trigonocidaris versicolor is een zee-egel uit de familie Trigonocidaridae.
De wetenschappelijke naam van de soort werd in 1927 gepubliceerd door René Koehler.